# Теклиновка
Теклиновка (укр. Теклинівка) — село на Украине, находится в Липовецком районе Винницкой области.
Код КОАТУУ — 0522286102. Население по переписи 2001 года составляет 145 человек. Почтовый индекс — 22545. Телефонный код — 4358.
Занимает площадь 0,328 км².

## Адрес местного совета
22545, Винницкая область, Липовецкий р-н, с. Скитка, ул. Садовая, 40